# Septimus Heap
Septimus Heap – seria powieści fantasy autorstwa angielskiej pisarki Angie Sage. Głównym bohaterem jest Septimus Heap – siódmy syn siódmego syna, obdarzony nadzwyczaj magicznymi zdolnościami. Fabuła opowiada o dwójce dzieci, które zostały podmienione zaraz po urodzeniu. Przeznaczeniem chłopca jest zostać potężnym czarodziejem, dziewczynki – królową. Seria jest dużym wydawniczym sukcesem. Książki zostały przetłumaczone na 28 języków. Pierwsze siedem tomów jest również dostępne w Polsce. Prawo do ekranizacji siedmiotomowej sagi fantasy kupiło studio Warner Bros..

## Książki z serii Septimus Heap
- 2005: Septimus Heap 1 – Zakazana magia (Septimus Heap: Magyk), polskie wydanie: rok 2006
- 2006: Septimus Heap 2 – Smoczy lot (Septimus Heap: Flyte), polskie wydanie: rok 2007
- 2007: Septimus Heap 3 – Duch królowej (Septimus Heap: Physik), polskie wydanie: rok 2008
- 2008: Septimus Heap 4 – Tajemna wyprawa (Septimus Heap: Queste), polskie wydanie: rok 2008
- 2009: Septimus Heap 5 – Zemsta Syreny (Septimus Heap: Syren), polskie wydanie: rok 2011
- 2009: Septimus Heap – Magiczne pergaminy (Septimus Heap: The Magykal Papers), polskie wydanie: rok 2011 (książka uzupełniająca)
- 2011: Septimus Heap 6 – Złowieszczy mrok (Septimus Heap: Darke), polskie wydanie: rok 2012
- 2013: Septimus Heap 7 – Ognisty podmuch (Septimus Heap: Fyre) polskie wydanie: rok 2015

### TrylogiaTodHunter Moon
Akcja serii TodHunter Moon dzieje się siedem lat po wydarzeniach z Ognistego Podmuchu.
- Pathfinder (14.10.2014)
- SandRider (13.10.2015)
- StarCatcher (październik 2016)

## Bohaterowie

### Rodzina Heapów
- Silas – siódmy syn, a także Czarodziej Zwyczajny. Urodził się w dniu, w którym DomDaniel spadł z dachu Wieży Czarodziejów. Był uczniem Althera Melli, ale zrezygnował, aby móc założyć rodzinę. Mieszkał wraz z żoną Sarą i dziećmi w Gmaszysku dopóki Jenna nie dowiedziała się, że jest Księżniczką, zamieszkali wtedy w Pałacu.
- Sara – poznała Silasa będąc jeszcze Uczennicą Zielarki Galeny. Gdy zakończyła naukę o magicznych ziołach i roślinach, założyła rodzinę z Silasem. Sara, choć jest kochająca i opiekuńcza z natury, jest nieco roztargniona. Podobnie jak Silas ma dobre stosunki ze wszystkimi, z wyjątkiem Marcii.
- Septimus – główny bohater serii, siódmy syn siódmego syna, jest najmłodszy z rodzeństwa. Ma wyjątkowe magiczne moce i jest obecnie Uczniem Czarodziejki Nadzwyczajnej, Marcii Overstrand. Został wykradziony swoim rodzicom tuż po narodzinach i przez omyłkę wcielony do Armii Młodych jako Chłopiec 412. Urodził się tego samego dnia co Jenna.
- Jenna – adoptowana przez rodzinę Heapów na miejsce Septimusa, w rzeczywistości Jenna jest córką zamordowanej Królowej Cerys. Jest wysoka jak na swój wiek, ma fiołkowe oczy i nosi czerwoną tunikę. Jest kochająca i troszczy się o innych, ale czasami potrafi być bardzo uparta. Kocha swoją przybraną rodzinę i zrobiłaby dla niej wszystko. W książce "Złowieszczy mrok" zostaje wiedźmą.
- Nicko – szósty syn Silasa i Sary. Ma wesołe i pomocne usposobienie. Jako syn Czarodzieja Nicko uczył się magii, ale nie jest nią zbytnio zainteresowany. Interesują go bardziej łodzie i żeglarstwo. Jest Uczniem Jannit Marten.
- Sam, Edd i Erik (bliźnięta) oraz Jo-Jo – to odpowiednio drugi, trzeci, czwarty i piąty syn Silasa i Sary. Wszyscy zamieszkali w lesie z Wiedźmami Wendron po tym jak Sara zabrała ich aby ich schronić. Są oni dość z dala od wydarzeń świata zewnętrznego, przystosowywali się do życia w lesie. Sam uwielbia łowić i często chodził ze swoim ojcem na ryby. On był tym, który pokazał Septimusowi i innym właściwą ścieżkę do Domu Foryksów. Edd i Erik mają żartobliwe usposobienie i często podszywają się pod siebie nawzajem.
- Simon – najstarszy syn Silasa i Sary Heap. Chciał zostać czarodziejem nadzwyczajnym, ale gdy Marcia Overstand wybrała Septimusa uciekł. Zdradził swoją rodzinę przez współpracę ze złym Nekromantą DomDanielem: Simon miał przywrócić go do życia, aby zostać nowym Uczniem Czarodzieja Nadzwyczajnego, czyli DomDaniela. Porwał Jennę i próbował zabić Marcię przez zaklęcie Ulokowania. Simon jest zakochany w Lucy Gringe, córce strażnika Gringe'a.

### Inni
- Marcia Overstrand – obecna Czarodziejka Nadzwyczajna. Ambitna, przekorna i trochę despotyczna Marcia jest bardzo potężną Czarodziejką. Mimo że wydaje się surowa i często onieśmielająca, naprawdę ma dobre serce. Uwielbia swojego Ucznia Septimusa i odczuwa wielką odpowiedzialność, aby chronić zarówno jego, jak i jego siostrę, nawet za cenę swojego życia. Jest wysoką kobietą o długich, ciemnych kręconych włosach i głęboko-zielonych oczach. Zwykle nosi ciemnofioletową tunikę oraz purpurowe buty ze skóry pytona. Jest hojną gospodynią Wieży Czarodziejów. Jej symbolem i źródłem władzy jest Amulet Echantona, który nosi na szyi.
- Alther Mella – były Czarodziej Nadzwyczajny, poprzednik Marcii. Kiedyś był nauczycielem Marcii, zanim został zamordowany w spisku uknutego przez DomDaniela, który chciał przejąć zamek. Jako duch pomaga Septimusowi i innym w przygodach. Nosi fioletową pelerynę Czarodzieja Nadzwyczajnego, ma białe błyszczące włosy spięte w kucyk i nosi duże brązowe buty. W miejscu, w które uderzył go pocisk, wciąż widać ślady krwi. Alther jako duch może jedynie pójść do miejsc, które kiedyś odwiedził za życia.
- DomDaniel – Nekromanta i były Czarodziej Nadzwyczajny, jest głównym antagonistą pierwszej powieści. Jego głównym celem jest odebranie kontroli nad Wieżą Czarodziejów Marcii, co wielokrotnie próbuje zrobić. DomDaniel jest opisany jako wysoki mężczyzna ubrany w czarne szaty mrocznej magii. Na głowie nosi wysoki i cylindryczny czarny kapelusz, co wskazuje, że jest Nekromantą. DomDaniel jest powszechnie określany jako człowiek przebiegły i głodny władzy. Kiedyś użył ciała swego Ucznia, aby móc podstępem nakłonić Marcię do przekazania mu Amuletu Akhu. W drugiej powieści został wygnany przez Marcię, za co chciał się zemścić przy pomocy Simona. Marcia była w stanie Rozpoznać go prawidłowo ponownie niszcząc go całkowicie, choć jego duch przetrwał. Ostatecznie zniknął po tym jak jego kości zostały zjedzone przez Ogniopluja.
- Beetle – jego pełne imię to O. Beetle Beetle, jest najlepszym przyjacielem Septimusa ze Skryptorium. Po raz pierwszy przedstawiony jest w książce Smoczy lot, Beetle stał się stałą postacią w serii. Pomaga Septimus w jego przygodach. Beetle jest Urzędnikiem Od spraw Biura i Inspekcji, jest bardzo lubiany przez wszystkich. Przeprowadza także inspekcje Lodowych Tuneli znajdujących się pod Skryptorium na sankach. W książce Duch królowej zostaje ugryziony przez Aj-Aj'a i zostaje dotknięty plagą, która rozprzestrzeniała się po Zamku. Zostaje wyleczony dzięki lekowi przyrządzonemu przez Septimusa. Po tym, jak został zwolniony ze Skryptorium przez Naczelną Skrybę Jillie Djinn, Beetle dołącza do Septimusa i Jenny w ich wyprawie, aby uratować Nicka i Snorri z Domu Foryksów. W Złowieszczym mroku Bettle zostaje wybrany nowym Naczelnym Skrybą Hermetycznym po śmierci Jillie Djinn.